# Global social venture competition
La Global Social Venture Competition (GSVC) è una competizione internazionale che ha come scopo di promuovere l'entrepreneurship con un impatto sociale ed ambientale positivo, provvedendo mentoring ai candidati e mettendo in gioco un premio di 50.000$. La competizione viene sponsorizzata da Goldman Sachs. 

## Organizzazione della competizione
La competizione è divisa in tre turni. I primi due sono organizzati dai partner regionali. In questi turni gli imprenditori presentano l'impatto sociale ed ambientale del loro progetto. Il terzo turno è la finale internazionale che viene organizzata dalla Haas School of Business, UC Berkeley.

### Primo turno: Executive Summary
Durante questo primo turno gli imprenditori presentano l'Executive Summary del loro progetto.

### Secondo turno: Semi-Finale regionale
Alla fine del primo turno, un certo numero di progetti viene selezionato per procedere fino alla semi-finale regionale. Gli imprenditori che raggiungono questo punto possono allora presentare l'integralità del loro business plan e competono per la finale regionale.

### Finale internazionale della GSVC
I due progetti premiati di ogni finale regionale sono selezionati per partecipare alla finale internazionale organizzata alla Haas School of Business, UC Berkeley. I differenti progetti selezionati al livello regionale competono di nuovo per i premi in palio.
I vincitori vengono annunciati al termine della competizione e gli vengono consegnati i primi seguenti:
1º posto: $25,000
2º posto: $15,000
3º posto: $7,500
Scelta dal pubblico: $1,500
Quick Pitch Award: $1,000

## Partner regionali
London Business School
Indian School of Business
Thammasat Business School, Thailandia
ESSEC Business School, Francia
Social Venture Competition Asia
ALTIS, Postgraduate School of Business and Society, Università Cattolica del Sacro Cuore, Italia
Youth Innovation China - GSVC Cina
Georgia Institute of Technology (Georgia Tech)

## Finalisti e premiati delle edizioni precedenti

### 2017
Dr. noah toothbrush, Corea del Sud
Aazer, Egitto
AMIntegrated Aerial Limited, Nigeria
Atlas, Italia
D-Heart, Italia
GreenMinded, Francia
MyH2O, Cina
Khyeti, United States, India
MindRight, Stati Uniti d'America
Oishii Farm, Stati Uniti d'America
ReBeam Space Inc., Germania
Ricult, Stati Uniti d'America
Roots Studio, Stati Uniti d'America
SolarPak, Costa d'Avorio
Taqanu, Germania
Young for Elder, Cina

### 2016
More Than, Corea del Sud
Agruppa, Colombia
Ama’s Pop-Up, Taiwan
Astraeus Technologies, Stati Uniti d'America
Bibak, Italia
BLITAB, Austria
Dost, India
Hygia Sanitation, Thailandia
IntendiMe, Italia
iTrus, Singapore
KOPO, Stati Uniti d'America
Kwiizi, Camerun
Link Accessibility, Cina
Otisimo, Turchia
vChalk, India
Zéphyr & Borée, Francia

### 2015
Lumir, Corea del Sud
Cattle Mettle, India
Clarus, Cina
Drinkwell, Stati Uniti d'America
Du’Anyam, Indonesia
Eco co, Burkina Faso
Garbage Clinical Insurance, Indonesia
Gold of Bengal, Francia e Bangladesh
HomeStray, Cina
Horus Technology, Italia
Lakheni, Sudafrica
Reachi, Danimarca
ReMaterials, Stati Uniti d'America
Solwa, Italia
Toilets for People, Stati Uniti d'America
WEDO Global, Cina
Xendit, Stati Uniti d'America
"Y Generation, Francia

### 2014
Tea Tree, Corea del Sud
Baisikeli Ugunduzi, Kenya
CharityStars, Italia
Chique, Indonesia
Disease Diagnostic Group, Stati Uniti d'America
Earthenable, Stati Uniti d'America
Keri&Care, Francia
Khusela, Sudafrica
The Legend of Potatoes, Cina
LegWorks, Stati Uniti d'America
Odyssey Sensors
Redeem, Taiwan
RejuvenEyes, India
SwissLeg, Svizzera
Sampurn(e)arth, India
Smart Pill Box, Cina
SocialGiver, Thailandia
Wakati, Belgium

### 2013
AtRium, Corea del Sud
BrainControl, Italia
Carbon Roots International, Haiti
CSA Munching Box, Thailandia
Damascus Fortune, India
E-Lamp, Cina
Essmart, Stati Uniti d'America/India
Faso Soap, Burkina Faso
Jorsey Ashbel Farms (JAF), Nigeria
Nafa Naana, Burkina Faso
Pedius, Italia
PulpWorks Inc, Stati Uniti d'America
Reel Gardening, Sudafrica
Sunshine Library Rural Digital Education Initiative, Cina
TOHL, Stati Uniti d'America e Cile
Vi-Care, India
Wedu, Thailandia
WOOF, Hong Kong

### 2012
2VIDAS, Stati Uniti d'America
BM TEAM, Cina
COINCYCLE, Corea del Sud
Exygen, Kenya
FASOPROT, Burkina Faso
GREENOVATION TECHNOLOGIES, Bangladesh
INBELLY, Svezia
LULAWAY, Sudafrica
MAPABILITY, Italia
MARINE GIFTS, Vietnam
MICRO OASIS, Indonesia
SNEWFLY, Cina
SPILL, Stati Uniti d'America
STATION ENERGY SERVICES, Francia
WATSI, Stati Uniti d'America

### 2011
Beti Halali, Burkina Faso
DeepScan, Thailandia
Edumile.org, Stati Uniti d'America
FINDG One Drop, Sudafrica
IKAWA, Regno Unito
iziWasha, Sudafrica
MAGNiVY, Indonesia
Next Drop, Stati Uniti d'America
PAANI, Bangladesh
Prakti Design, Francia
Sanergy, Stati Uniti d'America
SMILE Floss, Thailandia
Solar Light Pillow Project, Stati Uniti d'America
Tilapiana, Stati Uniti d'America
TreePlanet, Corea

### 2010
Amandes, Indonesia
AYZH, India
Bags of Hope, Cina
BlueDrop, Stati Uniti d'America
C-Crete Technologies, Stati Uniti d'America
Freehap, Thailandia
Makane, Francia
Nest For All, Francia e Regno Unito
Ruma, Stati Uniti d'America
Winduction, Regno Unito
Re:Motion Designs, Stati Uniti d'America

### 2009
EcoFaeBrick, Indonesia
BrightMind Labs, Nuova Zelanda
mPedigree Logistics, Stati Uniti d'America
SolarCycle, Stati Uniti d'America

### 2008
MicroEnergy Credit Corporation, Stati Uniti d'America
Bio Power Technology, Indonesia
BioVolt, Stati Uniti d'America
SMART - Sustainable Marine Adventures and Responsible Tourism, Thailandia

### 2007
Feed Resource Recovery, Stati Uniti d'America
d.light design, Stati Uniti d'America
Revolution Foods, Stati Uniti d'America
Verdacure, Thailandia

### 2006
Mobile Medics, Stati Uniti d'America
Advanced Transit Enterprises, Stati Uniti d'America
The Highland Tea Company, Stati Uniti d'America
OneWorld Medical Devices, Stati Uniti d'America

### 2005
Connect US, Stati Uniti d'America
Fuelture, Stati Uniti d'America e Regno Unito
Fuerza Research, Stati Uniti d'America
Human Service Fellowship, Stati Uniti d'America
MicroCredit Entreprises, Stati Uniti d'America
World of Good, Stati Uniti d'America